# Tournée de l'équipe de Nouvelle-Zélande de rugby à XV en 1928

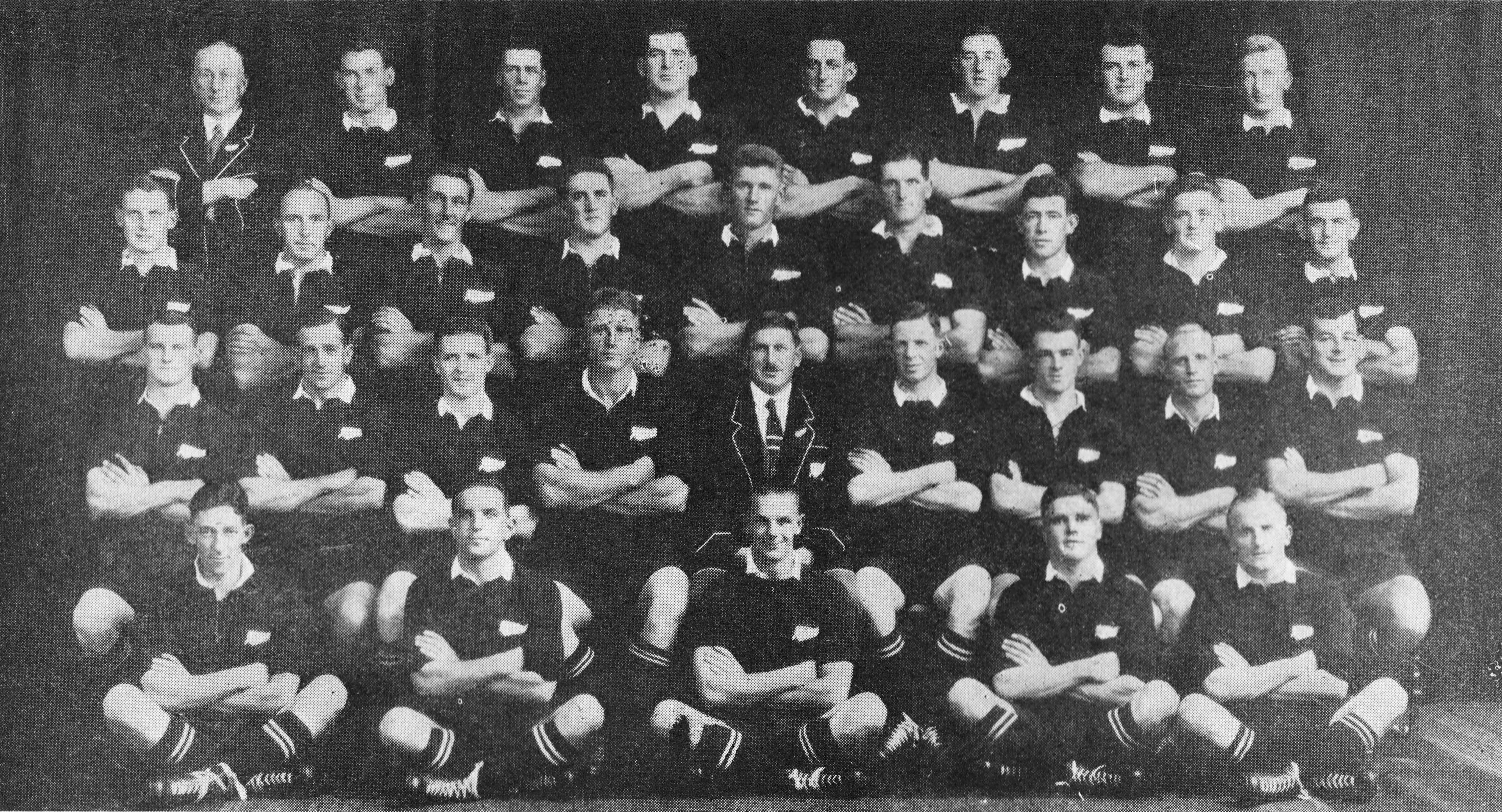
L'équipe des All Blacks en tournée en Afrique du Sud

L'équipe de Nouvelle-Zélande de rugby à XV effectue du 30 mai au 1er septembre 1928 une tournée en Afrique du Sud. La tournée comprend 22 matchs au total dont 4 test matchs.

## Résultats complets
Les All Blacks affrontent les Springboks en test match à quatre reprises pour 2 victoires pour 2 défaites. Les autres matchs voient s'affronter l'équipe néozélandaise de réserve à des équipes provinciales sud-africaines (Western Province, Eastern Province, Western Transvaal, Natal, Griqualand West, Transvaal, État libre d'Orange, Border). Le bilan total est de 16 victoires, 5 défaites et un nul.
| No | Date               | Lieu                                                           | Match                                      | Score   | Compétition |
| -- | ------------------ | -------------------------------------------------------------- | ------------------------------------------ | ------- | ----------- |
| 1  | 30 mai 1928        | Newlands Stadium, Le Cap - Union d'Afrique du Sud              | Western Province – Nouvelle-Zélande XV     | 3 – 11  | amical      |
| 2  | 2 juin 1928        | Newlands Stadium, Le Cap - Union d'Afrique du Sud              | Cap Town – Nouvelle-Zélande XV             | 7 – 3   | amical      |
| 3  | 6 juin 1928        | de Beer's Stadium, Kimberley - Union d'Afrique du Sud          | Griqualand West – Nouvelle-Zélande XV      | 10 – 19 | amical      |
| 4  | 9 juin 1928        | Ellis Park, Johannesbourg - Union d'Afrique du Sud             | Transvaal – Nouvelle-Zélande               | 6 – 0   | amical      |
| 5  | 13 juin 1928       | Kroonstad - Union d'Afrique du Sud                             | État libre d'Orange – Nouvelle-Zélande     | 0 – 20  | amical      |
| 6  | 16 juin 1928       | Ellis Park, Johannesbourg - Union d'Afrique du Sud             | Transvaal – Nouvelle-Zélande               | 0 – 5   | amical      |
| 7  | 20 juin 1928       | Kruger Park, Potchefstroom - Union d'Afrique du Sud            | Western Transvaal – Nouvelle-Zélande       | 8 – 19  | amical      |
| 8  | 23 juin 1928       | Pietermaritzburg - Union d'Afrique du Sud                      | Natal – Nouvelle-Zélande                   | 3 – 31  | amical      |
| 9  | 30 juin 1928       | Kingsmead, Durban - Union d'Afrique du Sud                     | Afrique du Sud – Nouvelle-Zélande          | 17 – 0  | test match  |
| 10 | 7 juillet 1928     | de Beer's Stadium, Kimberley - Union d'Afrique du Sud          | Northern Provinces – Nouvelle-Zélande      | 18 – 18 | amical      |
| 11 | 14 juillet 1928    | Bulawayo Athletic Cluc, Bulawayo - Rhodésie du Sud             | Rhodésie du Sud – Nouvelle-Zélande         | 8 – 44  | test match  |
| 12 | 21 juillet 1928    | Ellis Park, Johannesburg - Union d'Afrique du Sud              | Afrique du Sud – Nouvelle-Zélande          | 6 – 7   | test match  |
| 13 | 25 juillet 1928    | Eastern Sports Ground, Pretoria - Union d'Afrique du Sud       | Pretoria – Nouvelle-Zélande                | 6 – 13  | amical      |
| 14 | 28 juillet 1928    | Ramblers' Ground, Bloemfontein - Union d'Afrique du Sud        | État libre d'Orange – Nouvelle-Zélande     | 11 – 15 | amical      |
| 15 | 1er août 1928      | Burgersdorp - Union d'Afrique du Sud                           | North-Eastern Districts – Nouvelle-Zélande | 0 – 27  | amical      |
| 16 | 4 août 1928        | Recreation Ground, East London - Union d'Afrique du Sud        | Border – Nouvelle-Zélande XV               | 3 – 22  | amical      |
| 17 | 8 août 1928        | Victoria Grounds, King William's Town - Union d'Afrique du Sud | Border – Nouvelle-Zélande XV               | 3 – 35  | amical      |
| 18 | 11 août 1928       | St George's Park, Port Elizabeth - Union d'Afrique du Sud      | Eastern Province – Nouvelle-Zélande XV     | 3 – 16  | amical      |
| 19 | 18 août 1928       | St George's Park, Port Elizabeth - Union d'Afrique du Sud      | Afrique du Sud – Nouvelle-Zélande          | 11 – 6  | test match  |
| 20 | 22 août 1928       | Oudtshoorn - Union d'Afrique du Sud                            | North-Eastern Districts – Nouvelle-Zélande | 6 – 12  | amical      |
| 21 | 25 août 1928       | Newlands Stadium, Le Cap - Union d'Afrique du Sud              | Western Province – Nouvelle-Zélande XV     | 10 – 0  | amical      |
| 22 | 1er septembre 1928 | Newsland, Le Cap - Union d'Afrique du Sud                      | Afrique du Sud – Nouvelle-Zélande          | 5 – 13  | test match  |